# Sarah Chatto
Lady Sarah Chatto (* 1. května 1964, Kensingtonský palác) je jediná dcera Antonyho Armstrong-Jonese, 1. hraběte ze Snowdonu a princezny Margaret, hraběnky ze Snowdonu.

## Život
Narodila se 1. května 1964 v Kensingtonském paláci jako dcera Antonyho Armstrong-Jonese, 1. hraběte ze Snowdonu a princezny Margaret, hraběnky ze Snowdonu. Navštěvovala Bedales School, Camberwell School of Art a Middlesex Polytechnic (dnes univerzita Middlesex). Je profesionální malířkou reprezentující Redfern Gallery. Je vicepředsedkyní The Royal Ballet.
Roku 1981 byla družičkou na svatbě svého bratrance prince Charlese a princezny Diany.
Dne 14. července 1994 se v St Stephen's (Walbrook) vdala za Daniela Chatto. Oddáni byly reverendem Chadem Varahem. Její družičky byly Lady Frances Armstrong-Jones, Zara Phillips a Tara Noble. Spolu mají dvě děti:
- Samuel David Benedict Chatto (nar. 1996)
- Arthur Robert Nathaniel Chatto (nar. 1999)

Je 27. v pořadí na britský trůn.